# Nagai Ikuko

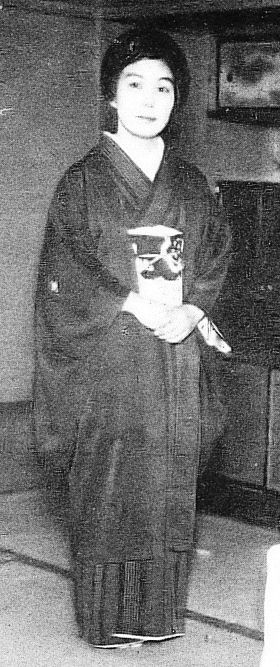
Ikuko Nagai, 1929

Nagai Ikuko (japanisch 永井 郁子; geboren 30. August 1893; gestorben 28. Januar 1983) war eine japanische Opernsängerin der Taishō-Zeit in der Stimmlage Sopran. Sie war bekannt dafür, als eine der Ersten Bizets Carmen in Japan gesungen zu haben. Sie war zudem eine Pionierin in der Kombination von Stücken klassischer westlicher Musik mit japanischen Musikinstrumenten.

## Leben und Wirken
Ikuko schloss 1910 ihr Studium am „Konservatorium Tokio“ (東京音楽学校, heute: Tōkyō Geijutsu Daigaku) im Fach Gesang ab. Sie war im gleichen Jahrgang wie die Altistin Kaneko Yanagi. Beide Sängerinnen wurden von der norwegisch-deutschen Sängerin Hanka Petzold, der „Begründerin der japanischen Vokalmusik“, ausgebildet und schlossen die Ausbildung auch gemeinsam ab. Aufgrund ihrer Stimmfarben waren die beiden beliebt, Nagai insbesondere für ihre Performance der Micaëla, des Bauernmädchens in Carmen und für Puccinis La Bohème. 1915 sang Nagai bei einem Liederabend auch Werke von Richard Strauss. Nachdem Iwasaki Koyota Ikuko mit Yamada Kōsaku bekannt gemacht hatte, heiratete sie Kōsaku im Herbst des gleichen Jahres, trennte sich jedoch im darauf folgenden Jahr wieder von ihm.
1920 sang sie beim 30. Konzert der „Keio Gijuku-Wagner-Society“ (慶應義塾ワグネル・ソサィエティー) aus Griegs Peer Gynt „Solveigs Lied“ und zusammen mit Kaneko Yanagi im Duett Arien aus Verdis Aida.
Im November 1925 eröffnete Ikuko im Imperial Hotel eine Reihe von Auftritten mit klassischer Vokalmusik in japanischer Sprache, die gemischte Kritiken erhielt. 1926 sang Ikuko auch Werke des Koto-spielers Michio Miyagi, jedoch nicht mit Klavierbegleitung, sondern zu Musik von klassischen japanischen Instrumenten (邦楽器, Hōgakki). Diese Kombination von Stücken westlicher E-Musik mit japanischen Instrumenten und Techniken (Koto, Gidayū, Nagauta) setzte Ikuko 1929 bei einem Aufführungszyklus, der sich über fünf aufeinander folgende Tage erstreckte, fort.
Die Sopranistin Chizuko Asano war eine ihrer Schülerinnen.

## Diskographie
- Vokalmusik aus Carmen Teil 1 (独唱：ミカエラの唄 (歌劇カルメン中) (上)), Klavier: James Dun, Nippon-hon 16140
- Vokalmusik aus Carmen Teil 2 (独唱：ミカエラの唄 (歌劇カルメン中) (下)), Klavier: James Dun, Nippon-hon 16140
- Chigusa no hana Duette von Nagai mit Asano (二重唱：千草の花), Klavier: Michiko Ebina, Nippon-hon 16295, 1926-10
- Niwa no chigusa Duette von Nagai mit Asano (二重唱：庭の千草), Klavier: Michiko Ebina, Nippon-hon 16295, 1926-10
- Shin Nihon Ongaku Sekirei (新日本音楽：せきれい), Text von Kitahara Hakushū, Komposition und Koto von Michio Miyagi, Shakuhachi von Seifū Yoshida (1891–1950), Nippon-hon 16408, 1927-03
- Shin Nihon Ongaku Kosmos (新日本音楽：コスモス), Text von Kitahara Hakushū, Komposition und Koto von Michio Miyagi, Shakuhachi von Seifū Yoshida, Nippon-hon 16408, 1927-03
- Vokalsolo Niang-niang-ji (独唱：娘々祭), Columbia, 25415, 1928-11
- Vokalsolo „Loreley“ (独唱：ローレライ), Nippon-hon 17154, 1929-02
- Vokalsolo Hanyū no yado (独唱：埴生の宿, d. i. Home Sweet Home), Nippon-hon 17154, 1929-02